# Bad Piggies
Bad Piggies (tạm dịch: "Những chú lợn xấu xa"), là một trò chơi mô phỏng từ series Angry Birds gồm những chú lợn tham lam trở thành kẻ xấu xa ở đảo Piggy (đảo Lợn). Người chơi vào vai những chú lợn để xây dựng những chiếc xe độc đáo tìm mọi thứ đồ quan trọng, cần thiết cho việc ăn cắp những quả trứng của những chú chim. Trong một vài ván chơi, để hoàn thành màn chơi, người chơi phải tránh xa những chú chim độc nhất vô nhị, sẽ dùng súng cao su để bắn bạn, tránh xa lực bắn của chúng nếu không người chơi sẽ không thể qua màn chơi. Game hiện có trên các hệ điều hành Android, iOS, Windows và Mac Apple.

## Cốt truyện

### - Số ván "bonus": 12
Cốt truyện như sau:
1. Một lần, King Pig nhìn thấy một chiếc kính lúp nằm ngoài chiếc hộp đã bị trôi dạt vào bờ biển. King Pig dừng lại và nhìn những quả trứng của những chú chim, King Pig cho phép chú lợn thứ nhất vẽ bản đồ. Do sơ ý, chú lợn thứ hai đã đụng phải chiếc quạt, làm quạt quay khiến tấm bản đồ bị rách và cuối cùng, tấm bản đồ đã bị thổi bay xuống bờ biển bên kia (bắt đầu level).
2. Những chú lợn đã tìm thấy các miếng ghép của bản đồ, và chúng lại tiếp tục hành trình cướp trứng của những chú chim giận dữ (hết level 36 sẽ có một đoạn phim ngắn).

2. Rise and Swine (Cuộc nổi dậy của những chú lợn, có thời gian quy định cho từng ván)
- Số ván hiện thời: 36
- Số ván "bonus": 12
Cốt truyện như sau:
1. Chef Pig làm bánh cho King Pig. Vì thèm ăn bánh quá, những chú lợn xây dựng đã đâm vào đầu bếp, làm bánh rơi ra ngoài. Chef Pig phải báo cho King Pig. Trong lúc chúng đang thực hiện nhiệm vụ, King Pig rất tức giận khi biết tin. Khi những chú lợn về, King Pig liền kỷ luật nặng cho chúng. Chúng đã đem được bánh về. HOORAY!!!

3. When Pigs Fly (Khi những chú lợn bay, có thời gian quy định cho từng ván)
- Số ván hiện thời: 36
- Số ván "bonus": 12
Cốt truyện như sau:
1. Khi đến nơi chỉ dẫn, do không thấy những quả trứng đâu, King Pig liền sử dụng lại kính thiên văn, và chẳng hiểu sao, quả trứng đã cách xa so với lúc ngắm lần đầu khoảng 50m. Việc này cần có một bản đồ mới. King Pig nói: "Đừng dùng bản đồ giấy, lấy phấn vẽ lên miếng gỗ đi." Freckles nghe liền vẽ lên hộp gỗ.
2. Trong lúc gỡ miếng gỗ ra, do không biết hộp gỗ đó chứa thuốc nổ, vừa mở một cái đã nổ BOOM!!!. King Pig mặt cháy xém.
3. Khi chúng làm nhiệm vụ tìm mọi thứ cần thiết để làm bản đồ mới, The Blues (Jake, Jim, Jay) đã trêu chọc những chú lợn, bằng cách vẽ hình các quả trứng vào mặt kính thiên văn.
4. Vì sao vậy? Kính thiên văn cho thấy quả trứng ở đó mà. Hai chú lợn bị King Pig đánh cho một trận tơi bời, khiến The Blues cười ngã lăn ra đất.

4. Flight in the Night (Chuyến bay trong đêm, có thời gian quy định cho từng ván)
- Số ván hiện thời: 36
- Số ván "bonus": 12
Cốt truyện:
1. Kế hoạch của những chú chim hôm nay rất tuyệt. Biết rằng thể nào, những chú lợn cũng sẽ lén trộm trứng vào ban đêm, nên chúng dùng ba tảng đá hình quả trứng, tô màu trắng vào, chỗ trứng thật thì giấu ở những nơi chú lợn không hay biết. Lũ chim giao lệnh cho The Blues trông trứng cho những chú chim.
2. Đúng vậy, lũ lợn nửa đêm lấy trứng. Chúng đã lấy được. Đi nhanh lên!
3. Khi giao cho King Pig đập vào trứng giả bằng đá, búa vỡ tan tành. Hai chú lợn lại gặp nguy một lần nữa. Và The Blues lại cười ngã lăn ra.

5. Tusk'til Dawn (Cho đến bình minh, có thời gian quy định cho từng ván)
- Số ván hiện thời: 24
- Số ván "bonus": 6
6. Road to the El Porkador (Đường đến El Porkador, có thời gian quy định cho từng ván)
- Số ván hiện thời: 36
- Số ván bonus: 12
7. Road Hogs (Đua xe)
- Số ván hiện thời: 8 (thời gian: từ 20 giây - 1 phút 20 giây tùy vào mỗi ván)
Làm những cỗ máy thật nhanh đi nào! Bộ ván này toàn những vòng tính thời gian từ lúc bạn xuất phát đến lúc tới đích. Nếu bạn không theo kịp, bạn chỉ được 1 sao mà thôi.
8. Sand Box (Bonus)
- Số ván hiện thời: 9 (không giới hạn thời gian)

Đây là bộ ván cho bạn thỏa sức sáng tạo ra những cỗ xe mà bạn muốn để lấy được những hộp cát được cất giấu trong màn chơi.
- Field of Dream: Bạn chỉ chơi được Field of Dream khi bạn đã mua trong shop.
- Find the Skull: Khi bạn tìm được hết các đầu lâu ở các màn chơi thì vòng này sẽ mở khóa.
- Little Pig Adventure: Có mặt từ v1.6.0 sau khi Bad Piggies đạt 100.000.000 lượt download

## Phim hoạt hình Bad Piggies
Các bộ phim Bad Piggies như Piggy Tales, Piggy Tales: Pigs at work sẽ được phát sóng qua Toons.TV và YouTube

## Các phiên bản khác cùng loại
- Trên iOS có phiên bản trả phí. Để mua được trò này, các bạn phải mua nó với giá 20.000đ
- Trên Android có phiên bản HD. Đây là trò miễn phí và chỉ tương thích với một số máy
- Để chơi trọn bộ trên Windows, các người chơi phải mua nó với giá 4.95$ (80.000đ)

## Vật phẩm hỗ trợ
Như mọi game Angry Birds khác, Bad Piggies cũng có những vật phẩm hỗ trợ đặc biệt

### Hire a Mechanic (Thuê một kĩ sư)
Đây là vật phẩm trong game hỗ trợ xây dựng cỗ máy hộ bạn, giúp bạn đoạt 1 sao. Mua một lần, sử dụng cho tất cả các vòng (Ngoại trừ các ván Sandbox). Giá bán: 21.000đ

### Các vật phẩm hỗ trợ khác
Những năng lượng này có từ phiên bản 1.5.0.
Các siêu năng lực như sau:
- Super Glue (Keo siêu dính): Dán thật chặt cỗ máy của bạn. Sau khi dán, cỗ máy của bạn sẽ không bao giờ bị vỡ. Chỉ sử dụng một lần. Không hỗ trợ cho một số ván.
- Super Mechanic (Siêu kĩ sư): Sử dụng như năng lượng Hire a Mechanic, nhưng kĩ sư này xây cỗ máy đặc biệt giúp bạn đoạt hẳn 3 sao. Đôi khi sẽ có nhiều cỗ máy cần để đoạt từng sao. Không hỗ trợ cho một số ván.
- Super Magnet (Nam châm): Làm cỗ máy hút những hộp sao và các đồ ngọt (xuất hiện từ ván 1 của Rise and Swine). Hỗ trợ tất cả các ván.
- Turbo Charge (Siêu động cơ): Nhân đôi tốc độ của cỗ máy, rất tiện cho các vòng có tính thời gian và các vòng trong Road Hogs. Không hỗ trợ cho một số ván.

### Cách nhận các vật phẩm hỗ trợ

#### Feed the King
Sau khi 30 màn chơi của Rise and Swine ra mắt, Rovio tạo 1 minigames mới là "Feed the King". Trong khi chơi, bạn sẽ nhặt được những chiếc bánh kem và cho Vua lợn ăn, bạn có thể nhận được các Power-Ups hoặc Snout Coins sau khi Vua lợn ăn no và có trường hợp không nhận được gì.

### Đơn vị tiền trong trò chơi
Từ phiên bản v1.9.0, game cho phép người dùng sử dụng Snout Coin để mua các vật phẩm trong game